# ファビアーノ・エレル・ドス・サントス
ファビアーノ・エレル (Fabiano Eller) こと、ファビアーノ・エレル・ドス・サントス（Fabiano Eller Dos Santos、1977年11月19日 - ）は、ブラジル・エスピリトサント州出身の元サッカー選手。現役時代のポジションはディフェンダー。

## 経歴
CRヴァスコ・ダ・ガマ、SCインテルナシオナルで2度の南米チャンピオンを経験。
2006年にFIFAクラブワールドカップにおいて評価を高めスペインのアトレティコ・マドリードにも移籍したが、本来の能力を発揮できずに、サントスFCに移籍してブラジル国内に復帰している。

## 評価
ブラジル国内屈指のセンターバック。左足のミドルパスやロングパスの精度が高く攻撃において力を発揮することができる。ラインコントロールやカバーリング能力に長け、また一対一の守備やヘディングも強い。